# Molucas del Sur
La República de las Molucas del Sur, o Republik Maluku Selatan (RMS), fue una república autoproclamada en las islas Molucas.
Fue fundada el 25 de abril de 1950, cuando era parte de las antiguas Indias Orientales Neerlandesas, colonia de los Países Bajos. El estado declaró su independencia de los Estados Unidos de Indonesia como una respuesta a los intentos de Sukarno de consolidar su poder bajo un gobierno unitario. Los molucanos esperaban que el estado unitario fuera dominado por los javanenses y su líder Sukarno, como así sucedió.
El territorio se reintegró a Indonesia en noviembre de 1950. La ocupación de las tropas indonesias duró muchos años. Como resultado, el gobierno de la RMS salió de las islas, para establecerse en los Países Bajos como un gobierno en el exilio cuyo primer presidente fue el profesor Johan Manusama. 
Soumokil fue el presidente de la RMS en 1954. Pero tras refugiarse en la isla de Ceram el 21 de diciembre de 1962, fue capturado por el ejército indonesio el 2 de diciembre de 1962. Posteriormente fue llevado a juicio en una corte militar en Yakarta. Fue sentenciado y ejecutado durante el mandato del presidente indonesio Suharto el 12 de abril de 1966.
El gobierno en el exilio aún existe con Frans Tutuhatunewa como jefe de Estado.
Durante su exilio la RMS ha cometido algunos atentados terroristas contra el gobierno neerlandés al no reconocerlos. En 1978 el grupo secuestró 70 civiles  en un edificio gubernamental en Assen.
Durante 1970 los holandeses fueron objetivo de otros ataques similares por parte de grupos secesionistas, en el supuesto de que el Comando Suicida del Sur de Molucas fuese un alias (o como mínimo un aliado cercano) de otros grupos como las Juventudes Libres del Sur de Molucas, los cuales tomaron el control de un tren y tomaron 38 rehenes en 1975, o de un grupo secesionista sin identificar que tomó 100 rehenes en un colegio y 50 más en un tren en 1977.

## Población
Las Molucas del Sur son alrededor de 150 islas en el mar de Banda. Las islas principales son: Ceram, Ambon y Buru. La gente de las Molucas del Sur son mayoritariamente melanesios, siendo un millón de ellos aproximadamente.
Los Molucanos del Sur son cristianos en su mayoría, al contrario del resto de la población indonesia que es musulmana. La República de Molucas del Sur, en cambio, fue apoyada por algunos musulmanes de las Molucas durante aquel tiempo.
Hoy en día, la mayoría de los cristianos de las Molucas no apoyan el separatismo, y el recuerdo de la RMS y sus objetivos separatistas aún resuenan en Indonesia. Los cristianos fueron acusados por los musulmanes de tener como objetivo la independencia. Esta acusación sirvió como pretexto para que los musulmanes hicieran la jihad, y la situación de los cristianos de las Molucas en el exilio que dan su apoyo a la República de las Molucas del Sur no es una gran ayuda.
En las Molucas, el acuerdo de Malino (Malino II) fue firmado para acabar con el conflicto e iniciar un proceso de paz en las Molucas que clamaba a "rechazar y oponerse a todo tipo de movimientos separatistas, entre otros la República de las Molucas del Sur (RMS), que amenaza la unidad y soberanía del Estado Unitario de la República de Indonesia".